# Лівобережний провулок (Київ)
Лівобере́жний прову́лок — зниклий провулок, що існував у Дніпровському районі (на той час — Дарницькому районі) міста Києва, місцевість Микільська Слобідка. Пролягав від Червоногарматної вулиці до Лозової вулиці.

## Історія
Провулок виник у 1-й третині XX століття, мав назву провулок Шевченка, на честь українського поета Тараса Шевченка. Назву Лівобережний провулок набув 1955 року.
Ліквідований 1971 року у зв'язку зі знесенням старої забудови.